# Kenneth Bowersox
Kenneth Duane Bowersox (Bedford, Indiana, 14 de novembro de 1956) é um ex-astronauta norte-americano, veterano de cinco missões no ônibus espacial e de uma longa permanência no espaço com a Expedição 6 da Estação Espacial Internacional.
Bowersox cursou a Academia Naval dos Estados Unidos, onde formou-se em engenharia aeroespacial e foi comissionado na Marinha em 1978. Serviu como piloto de teste de aviões A-7 Corsair e F/A-18, sendo selecionado para o curso de treinamento de astronautas da NASA em 1987. 
Seus primeiros vôos ao espaço foram como piloto do ônibus espacial nas missões STS-50 Columbia e STS-61 Endeavour, em 1992 e 1993. Em outubro de 1995 teve seu primeiro comando, na missão STS-73 da nave Columbia, um missão de pesquisas científicas em microgravidade, seguida da missão STS-82 Discovery, missão de reparos no telescópio espacial Hubble. 
Depois de quatro idas ao espaço como piloto e comandante dos ônibus espaciais, Bowersox participou, com o astronauta Donald Pettit e o cosmonauta Nikolai Budarin, da Expedição 6 da Estação Espacial Internacional, entre novembro de 2002 e maio de 2003, numa permanência de 161 dias em órbita da Terra, 
Com a patente de capitão da marinha, se aposentou da NASA em setembro de 2006.